# David-Christian Eckardt

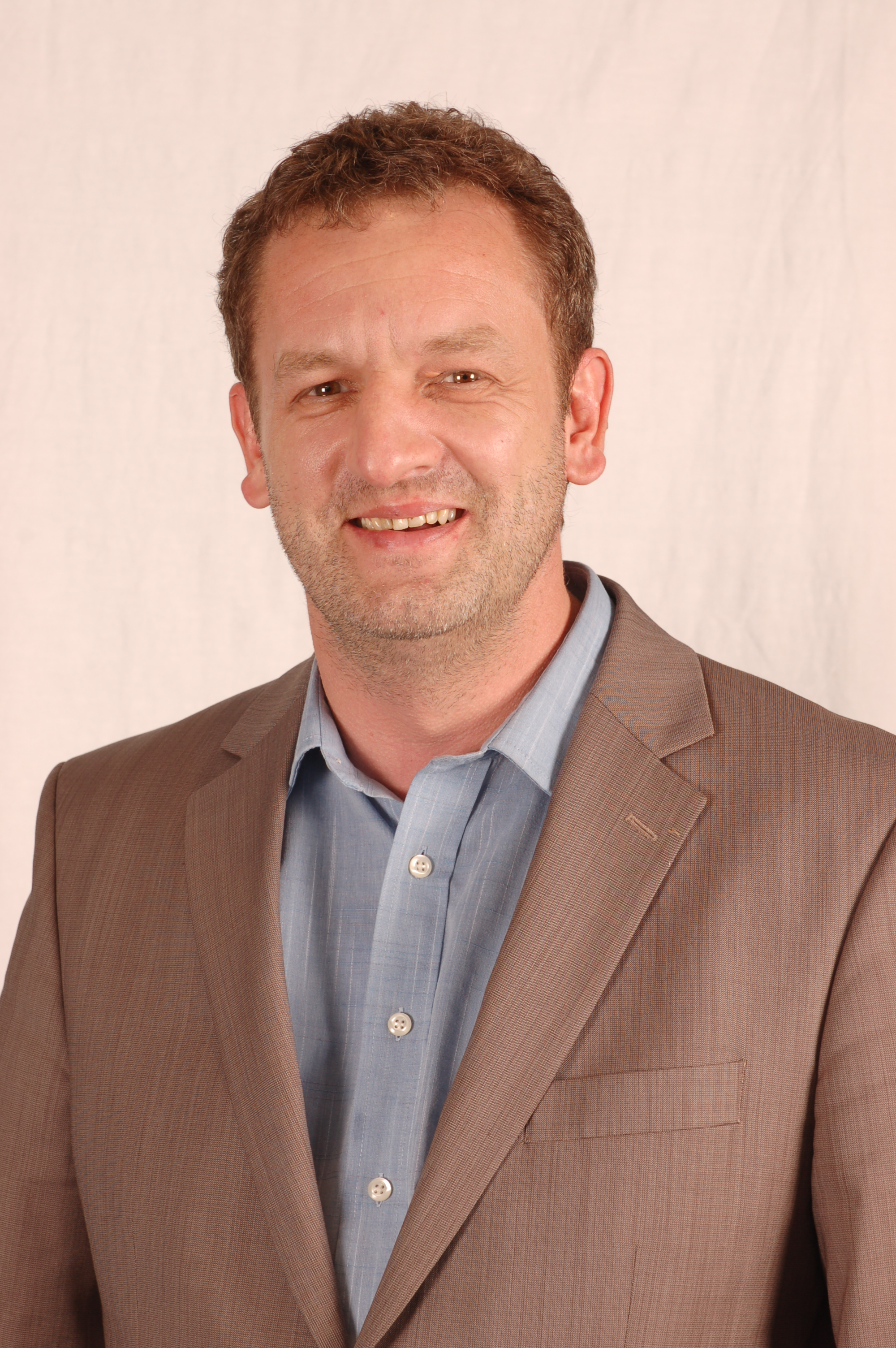
David-Christian Eckardt, 2011

David-Christian Eckardt (* 21. Januar 1967 in Eisfeld, DDR) ist ein deutscher Politiker (SPD). Von 2006 bis 2014 war er Landtagsabgeordneter im Thüringer Landtag und war 2013/2014 Parlamentarischer Geschäftsführer der SPD-Landtagsfraktion.

## Leben und Beruf
David Eckardt hat zwei Kinder. Nach einer dreijährigen Ausbildung zum Krankenpfleger an der Medizinischen Fachschule in Suhl arbeitete er in den Jahren 1986 bis 1989 im Krankenhaus Sonneberg. Anschließend war er bis 2001 Rettungssanitäter beim DRK, Kreisverband Sonneberg. Im Jahr 1991 machte er eine Fortbildung zum Rettungsassistenten und von 1992 bis 1994 bildete er sich an der Thüringer Verwaltungsschule Weimar zum Verwaltungsfachangestellten aus. Von 1999 bis 2001 absolvierte er am Bildungszentrum Jena eine Fortbildung zum Betriebswirt und arbeitete nach dem Abschluss bis 2006 als Leiter eines Altenheims, seit 2005 in Personalunion als Regionalleiter.

## Politik
Eckardt zog am 26. Juni 2006 für den verstorbenen Eckhard Ohl als Nachrücker in den Thüringer Landtag ein. David Eckardt war in der 5. Wahlperiode des Thüringer Landtags Sprecher der SPD-Fraktion für Soziales, und Pflege. Daneben ist er Mitglied des Kreistages Sonneberg sowie des Stadtrates von Sonneberg.
Von November 2009 bis Dezember 2013 war Eckardt stellvertretender Vorsitzender der SPD-Fraktion im Thüringer Landtag. Am 18. Dezember 2013 wurde er zum Parlamentarischen Geschäftsführer der SPD-Fraktion gewählt.
Bei der Landtagswahl am 14. September 2014 erreichte Eckardt mit 13,1 % der Stimmen nicht das Direktmandat im Wahlkreis Sonneberg I, der Einzug über die Landesliste scheiterte am Listenplatz 18.